# Рутковський Тадей Вікторович
Таде́й (Фаді́й) Ві́кторович Рутко́вський (31 жовтня 1868, Нова Ушиця — 22 липня 1927, Кам'янець-Подільський) — український театральний актор-комік, драматург, театральний діяч; дійсний член Товариства російських драматургічних письменників та оперних композиторів з 19 січня 1895 року.

## Життєпис
Народився 19 [31] жовтня 1868 року в містечку Новій Ушиці (нині селище Кам'янець-Подільського району Хмельницької області, Україна). Рано втратив батька. У віці дев'яти років, разом з матір'ю, переїхав до Кам'янця-Подільського. 1877 року вступив до гімназії, яку залишив після п'ятого класу.
З 1882 року — актор комічних ролей в аматорських виставах драматичних гуртків Кам'янця-Подільського. Протягом 1882—1924 років служив у різних установах міста. Брав активну участь в аматорських об'єднаннях «Музыкально-драматический кружок» з 1900 року і «Товариство літератури й чистого мистецтва» з 1910 року. Під час Першої світової війни всі прибутки від вистав поступали в розпорядження «Товариства Червоного Хреста», за що актор 30 січня 1916 року одержав персональну подяку від «Головного Управління Російського Товариства Червоного Хреста».
Понад 30 років мешкав у глухому провулку околичної Руської вулиці на березі Смотрича в південній частині Старого міста Кам'янця-Подільського, де в будинку Мулинської винаймав разом із дружиною Софією Андріївною Бугайовою дві невеликі кімнатки з кухнею. У цьому будинку і помер 22 липня 1927 року.

## Творчість
Зіграв ролі у п'єсах «За двома зайцями» Михайла Старицького (Голохвастов, Сірко), у власних п'єсах — «Самовбивця» (Пижиков), «Нечиста сила» (Будяк-Паляниця) та інших.
Автор п'єс українською і російською мовами, зокрема:
- «Самогубець» (1893);
- «По гарячих слідах» (1894);
- «Синя борода» (1894);
- «Чарівна Кітті» (1894);
- «Павутина» (1894);
- «Убивство в будинку № 37» (1894);
- «Весь дім догори дном» (1894);
- «Котрийсь із усіх» (1895);
- «Відомстила» (1895);
- «Кохання й монополія» (1896);
- «Зрада» (1897);
- «Майська ніч, або двоє утоплених» (1897; інсценізація за Миколою Гоголем);
- «Розірвані кайдани» (1897);
- «Не у свої сани не сідай, або Закоханий гімназист» (1897);
- «У погоні за славою» (1897);
- «Аристократ» (1898);
- «Жіноча таємниця» (1899);
- «В ім’я обов’язку» (1899);
- «Одинадцята кара» (1900);
- «Нечиста сила» (1901);
- «Засіб позбавлення тещі» (1903).

Його п'єси входили до репертуару багатьох театрів України і Росії.